# Elon Musk
Elon Reeve Musk FRS (Pretória, 28 de junho de 1971) é um empresário, empreendedor e filantropo sul-africano, naturalizado canadense e estadunidense. É o fundador, diretor executivo e diretor técnico da SpaceX; CEO da Tesla, Inc.; um dos cofundadores da OpenAI, fundador e CEO da Neuralink; cofundador, presidente da SolarCity e proprietário do X (antigo Twitter) e Ex-Comissário do Departamento de Eficiência Governamental dos Estados Unidos durante o Segundo Governo Trump (2025). Em 2023, ele era a pessoa mais rica do mundo, com um patrimônio líquido estimado em 225 bilhões de dólares, de acordo com o Bloomberg Billionaires Index. Já a revista Forbes estimou sua fortuna em 221,3 bilhões de dólares, principalmente de suas participações acionárias nas empresas Tesla e na SpaceX.
Musk demonstrou publicamente preocupações com a extinção humana e também propôs soluções, das quais algumas são o objetivo principal de suas empresas e já estão sendo feitas na prática. Entre elas, a redução do aquecimento global, através do uso de energias renováveis, um projeto multiplanetário, mais especificamente a colonização de Marte, e o desenvolvimento seguro da inteligência artificial.
Em janeiro de 2011, uma de suas empresas, a SpaceX, tornou-se a primeira empresa no mundo a vender um voo comercial à Lua. A missão, marcada para 2013, foi contratada pela empresa Astrobotic Technology, tendo como objetivo colocar um pequeno jipe na superfície lunar, o que não aconteceu. Em 2012, encerrou o projeto do Tesla Roadster, o primeiro modelo da sua autoria, um carro totalmente elétrico que custava cerca de 92 mil dólares. A Tesla já lançou quatro modelos: S, Y, X e o Modelo 3, este último com a responsabilidade de trazer os carros elétricos para as massas, partindo de um custo inicial de 35 mil dólares. Em 25 de abril de 2022, ele também concordou em comprar o Twitter por 44 bilhões de dólares.
Musk expressou opiniões que o tornaram uma figura polarizadora e controversa. Ele foi criticado por fazer declarações não científicas, enganosas, ou endossar teorias da conspiração, incluindo sobre a pandemia de COVID-19 e a eleição presidencial nos Estados Unidos em 2020, além de endossar postagens antissemitas, sendo que por este último ele se desculpou. Em 2024, Musk foi o maior doador na eleição presidencial daquele ano e desde então tem se destacado como um apoiador de personalidades, causas e partidos políticos de extrema-direita no mundo todo.

## Juventude

### Infância
Elon Musk nasceu em 28 de junho de 1971, em Pretória, Transvaal, África do Sul, filho de Maye Musk (née Haldeman), modelo e nutricionista de Regina, Saskatchewan, Canadá, e Errol Musk, um engenheiro eletromecânico, piloto, marinheiro sul-africano, consultor e promotor imobiliário que já foi proprietário de metade de uma mina de esmeraldas na Zâmbia, perto do Lago Tanganica, o que ajudou a financiar o estilo de vida luxuoso de sua família adquirindo iates, férias em resorts de esqui e computadores caros.
Musk tem um irmão mais novo, Kimbal (nascido em 1972) e uma irmã mais nova, Tosca (1974). Sua avó paterna era britânica e ele também possui ascendência holandesa. Seu avô materno era estadunidense, de Minnesota. Depois que seus pais se divorciaram em 1980, Musk viveu principalmente com seu pai nos subúrbios de Pretória, mas que depois disse que "não foi uma boa ideia". Depois de adulto, Musk cortou as relações com seu pai. Também, ele tem uma meia-irmã.
Durante a infância ele foi um ávido leitor. Aos 10 anos, desenvolveu interesse em computação com o Commodore VIC-20. Ele aprendeu de maneira autodidata programação de computadores aos 12 anos e vendeu o código de um jogo de vídeo baseado em BASIC que ele criou chamado Blastar para uma revista chamada PC and Office Technology por cerca de 500 dólares. Uma versão web do jogo está disponível on-line. Sua leitura da infância incluiu a Série da Fundação de Isaac Asimov, da qual ele tirou a lição de que "você deve tentar tomar o conjunto de ações que provavelmente prolongarão a civilização, minimizarão a probabilidade de uma idade das trevas e reduzirão o tamanho de uma era das trevas se houver uma."
Musk sofreu severamente com bullying ao longo de sua infância, e foi hospitalizado quando um grupo de meninos o jogou por um lance de escadas e depois o espancaram até perder a consciência. Ele se mudou para o Canadá em junho de 1989, pouco antes do seu 18.º aniversário, depois de obter a cidadania canadense através de sua mãe nascida no país.

### Educação

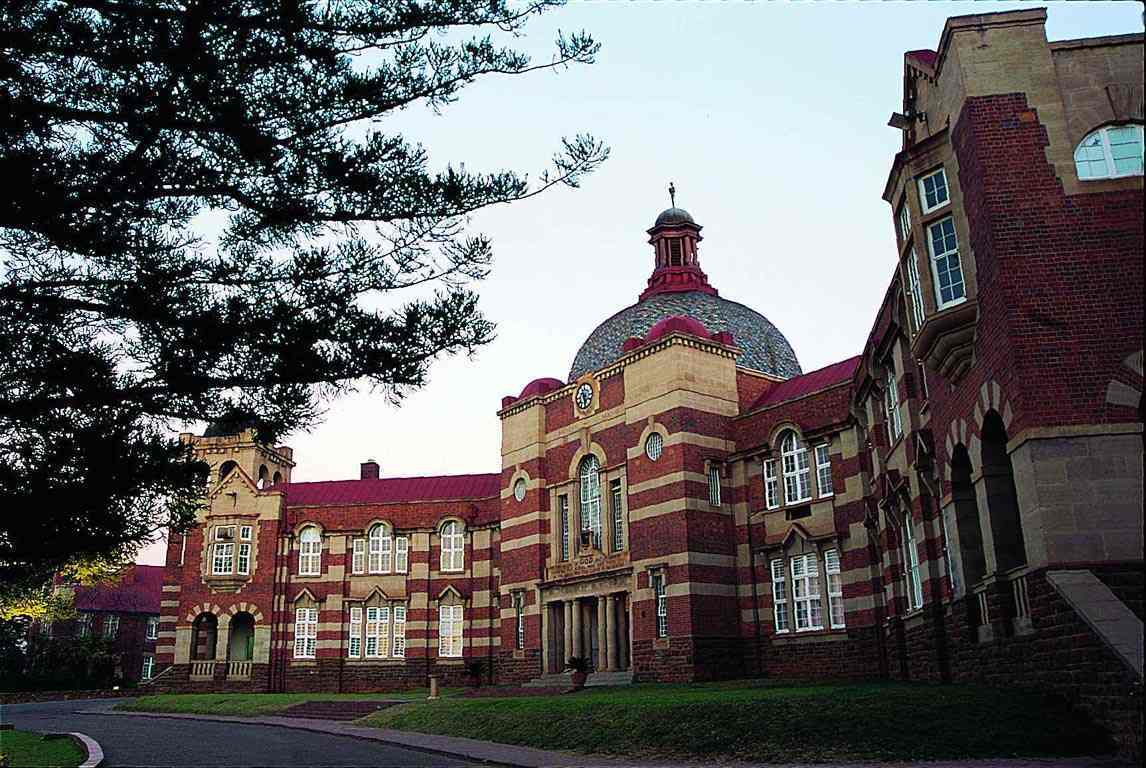
Pretoria Boys High School, na África do Sul, colégio particular onde Musk se formou

Com 17 anos de idade, Musk foi aceito na Queen's University em Kingston, Ontário, para estudo de graduação. Em 1992, depois de passar dois anos na instituição, Musk transferiu para a Universidade da Pensilvânia, onde em maio de 1997 ele obteve um diploma de bacharelado em física em sua faculdade de artes e ciências e um bacharelado em economia na Wharton School of Business. Musk estendeu seus estudos por um ano para terminar o segundo grau de bacharel. Enquanto esteve na Universidade da Pensilvânia, Musk e seu amigo Penn Adeo Ressi alugaram uma república estudantil de 10 quartos, usando-a como uma boate não oficial.
Em 1995, aos 24 anos, Musk mudou-se para a Califórnia para começar um doutorado em física aplicada e ciência dos materiais na Universidade Stanford, mas deixou o programa após dois dias para perseguir suas aspirações empresariais nas áreas da internet, energia renovável e espaço sideral. Em 2002, tornou-se cidadão dos Estados Unidos.

## Carreira empresarial

### Zip2
Em 1982, com apenas 11 anos, criou seu próprio jogo de videogame, que mais tarde foi vendido para uma empresa sul-africana por 500 dólares. Formou-se em economia pela Universidade da Pensilvânia e um ano depois obteve um diploma de física. Mudou-se para a Califórnia e fundou a empresa Zip2, uma companhia que desenvolvia conteúdo para portais de notícias. Em 1999, a empresa foi comprada pela Compaq por 307 milhões de dólares e 34 milhões em ações.

### X.com e PayPal
Em março de 1999, Musk cofundou a X.com, uma empresa de pagamento de serviços financeiros on-line e de e-mail, com 10 milhões da venda da Zip2. Um ano depois, a empresa se fundiu com a Confinity, que tinha um serviço de transferência de dinheiro chamado PayPal. A empresa foi fundida e focada no serviço do PayPal, além de ter sido renomeada para a marca "PayPal" em 2001. O crescimento precoce do PayPal foi impulsionado principalmente por uma campanha de marketing viral onde novos clientes foram recrutados quando receberam dinheiro através do serviço. Musk foi expulso em outubro de 2000 de seu papel como CEO (embora ele permaneça no conselho) devido a desentendimentos com a liderança de outras empresas, principalmente pelo desejo de mover a infraestrutura baseada em Unix do PayPal para o Microsoft Windows. Em outubro de 2002, a eBay adquiriu a PayPal por 1,5 bilhão de dólares em ações, dos quais Musk recebeu 165 milhões de dólares. Antes de sua venda, Musk, que era o maior acionista da empresa, detinha 11,7% das ações do PayPal.
Em julho de 2017, Musk comprou o domínio x.com do PayPal por um montante não revelado, afirmando que ele tem "um grande valor sentimental" para ele.

### SpaceX

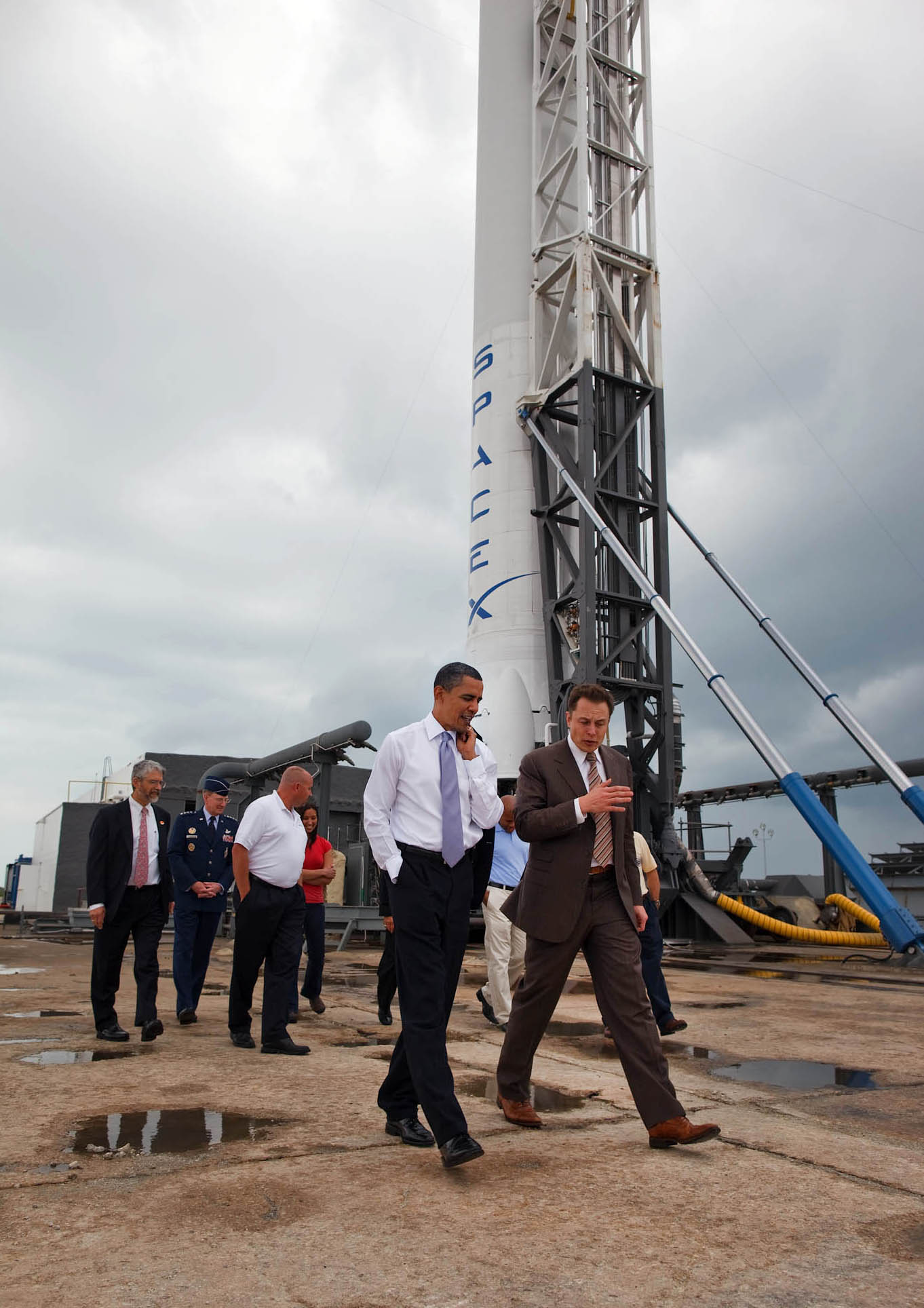
Elon Musk com Barack Obama no local de lançamento da Falcon 9

Com 100 milhões de dólares de sua fortuna inicial, Musk fundou a Space Exploration Technologies, ou SpaceX, em maio de 2002. Ele é diretor executivo e diretor de tecnologia (CTO) da empresa sediada em Hawthorne, Califórnia. A SpaceX desenvolve e fabrica veículos de lançamento espacial com foco no avanço do estado da tecnologia de foguetes. Os dois primeiros veículos de lançamento da empresa são os foguetes Falcon 1 e Falcon 9 (uma homenagem para a Millennium Falcon de Star Wars) e sua primeira nave espacial é a Dragon (uma homenagem para o filme Puff the Magic Dragon). Em sete anos, a SpaceX projetou a família de veículos de lançamento Falcon e a nave espacial multiúso Dragon. Em setembro de 2008, o foguete Falcon 1 tornou-se o primeiro veículo de financiamento privado a colocar um satélite na órbita terrestre. Em 25 de maio de 2012, a Dragon ancorou com a Estação Espacial Internacional, fazendo história como a primeira empresa comercial a lançar e embarcar um veículo para a EEI.
Ao trabalhar em conjunto com a NASA, Elon passou a acreditar que a humanidade deve ter outra opção para a eventualidade de uma catástrofe global, investindo na colonização de Marte. Em setembro de 2015, declarou que bombardear o planeta vermelho com armas nucleares seria a forma mais rápida de torná-lo habitável e mais parecido com a Terra, derretendo as calotas polares e libertando o dióxido de carbono acumulado sob a superfície, o que estimularia o efeito estufa e tornaria o planeta mais quente. Mais tarde, disse que não faria realmente isso. Em setembro de 2016, ele anunciou um plano para levar humanos e estabelecer uma colônia em Marte.

### Tesla Motors

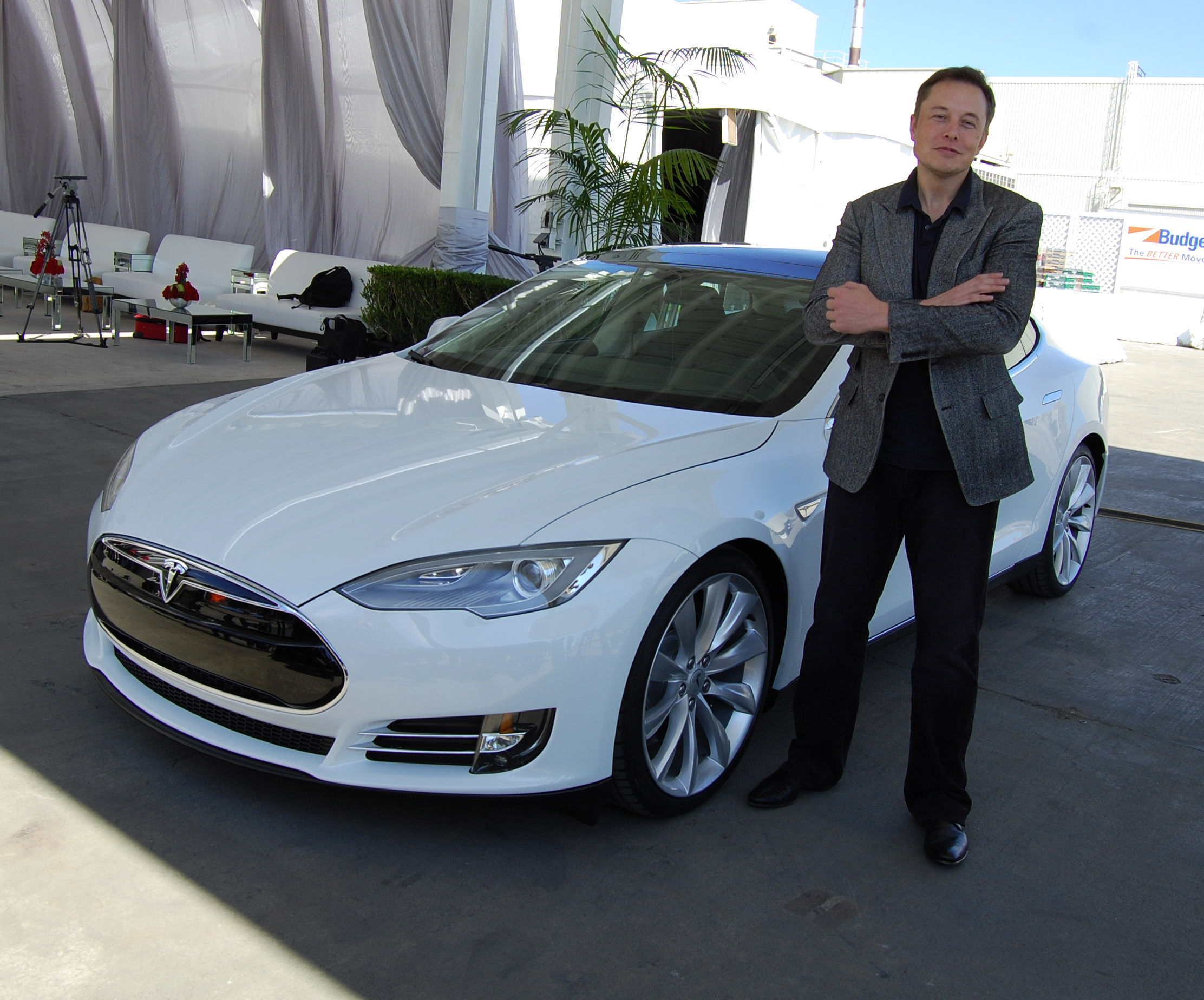
Elon ao lado do Tesla Model S em 2011

Uma empresa que desenvolve e produz carros elétricos e baterias, a Tesla Motors é mais um projeto de Musk que pretende dar fim a supremacia do motor a combustão interna e, consequentemente, diminuir os efeitos do aquecimento global.
Com foco nos sedans e nos utilitários esportivos, em 2017, se tornou a montadora mais valiosa dos Estados Unidos, ultrapassando gigantes como a General Motors e a Ford, ainda que possua menor número de vendas e presença internacional.
A Tesla lançou, em 2018, o primeiro carro elétrico considerado relativamente acessível, o Model 3, por 35 mil dólares. Entretanto, a empresa tem mostrado dificuldade em cumprir as metas de produção e, portando, suprir a demanda dos clientes. Elon Musk classificou esse cenário como "production hell". O CEO assumiu a culpa, mas disse que se trata apenas de um contratempo, causado principalmente por uma tentativa falha de automação quase total das indústrias em que o Model 3 é fabricado.
Nesse cenário, a The Economist chegou a noticiar que a Tesla precisaria de um financiamento de 2,5 bilhões de dólares para manter suas operações. Musk, porém, afirmou que a empresa se tornará lucrativa ainda em 2018, portanto a análise da revista estaria equivocada.

### SolarCity

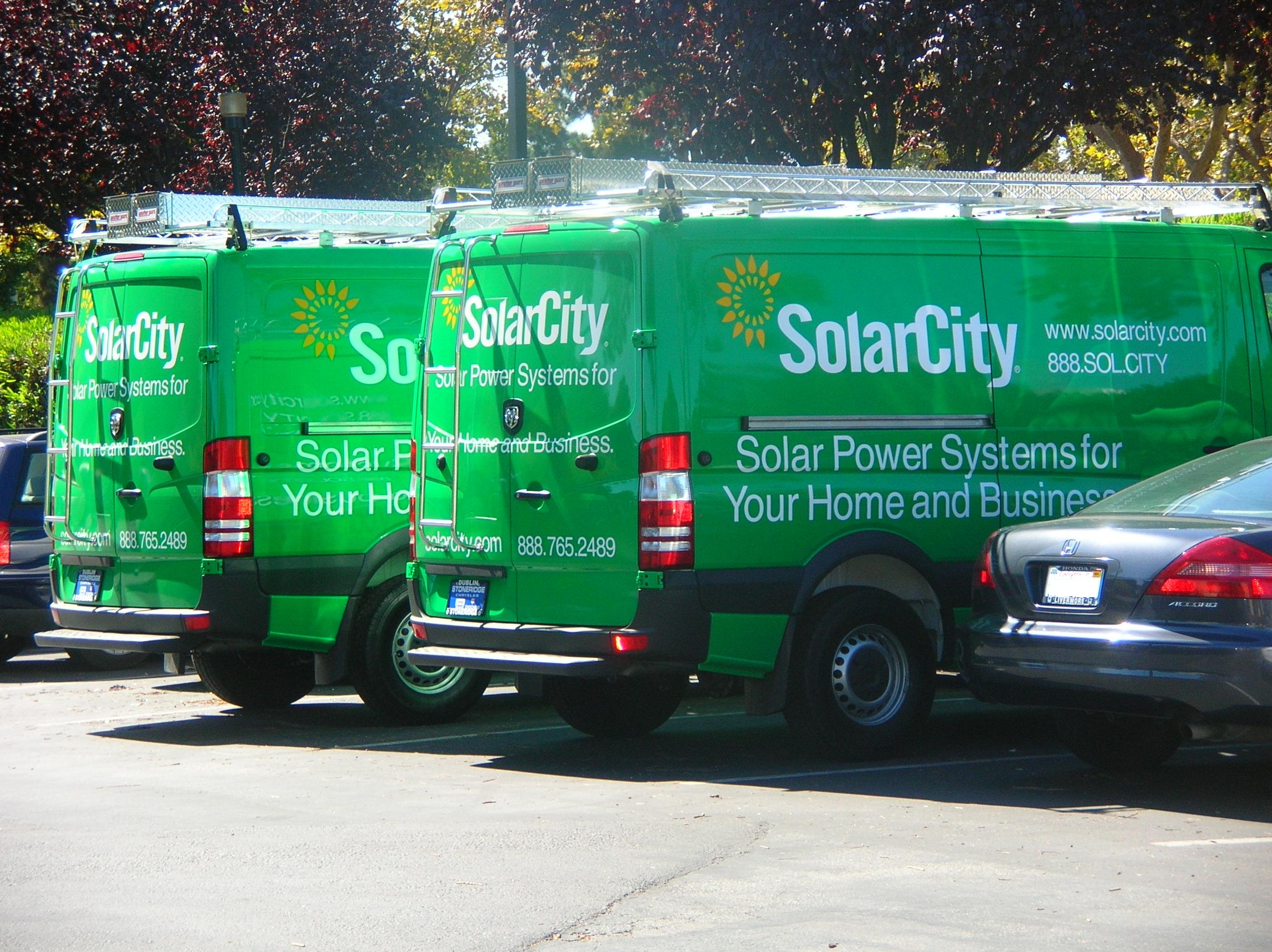
Vans de instalação de painéis solares da SolarCity em 2009

Musk forneceu o conceito inicial e o capital financeiro da SolarCity, que foi então cofundado em 2006 pelos primos Lyndon e Peter Rive.
Até 2013, a SolarCity era o segundo maior fornecedor de sistemas de energia solar nos Estados Unidos. A SolarCity foi adquirida pela Tesla, Inc. em 2016 e atualmente é uma subsidiária integral da Tesla.
A motivação subjacente ao financiamento do SolarCity e da Tesla foi ajudar a combater o aquecimento global. Em 2012, Musk anunciou que a SolarCity e a Tesla estão colaborando para usar baterias de veículos elétricos para suavizar o impacto do telhado solar na rede elétrica.

### Neuralink

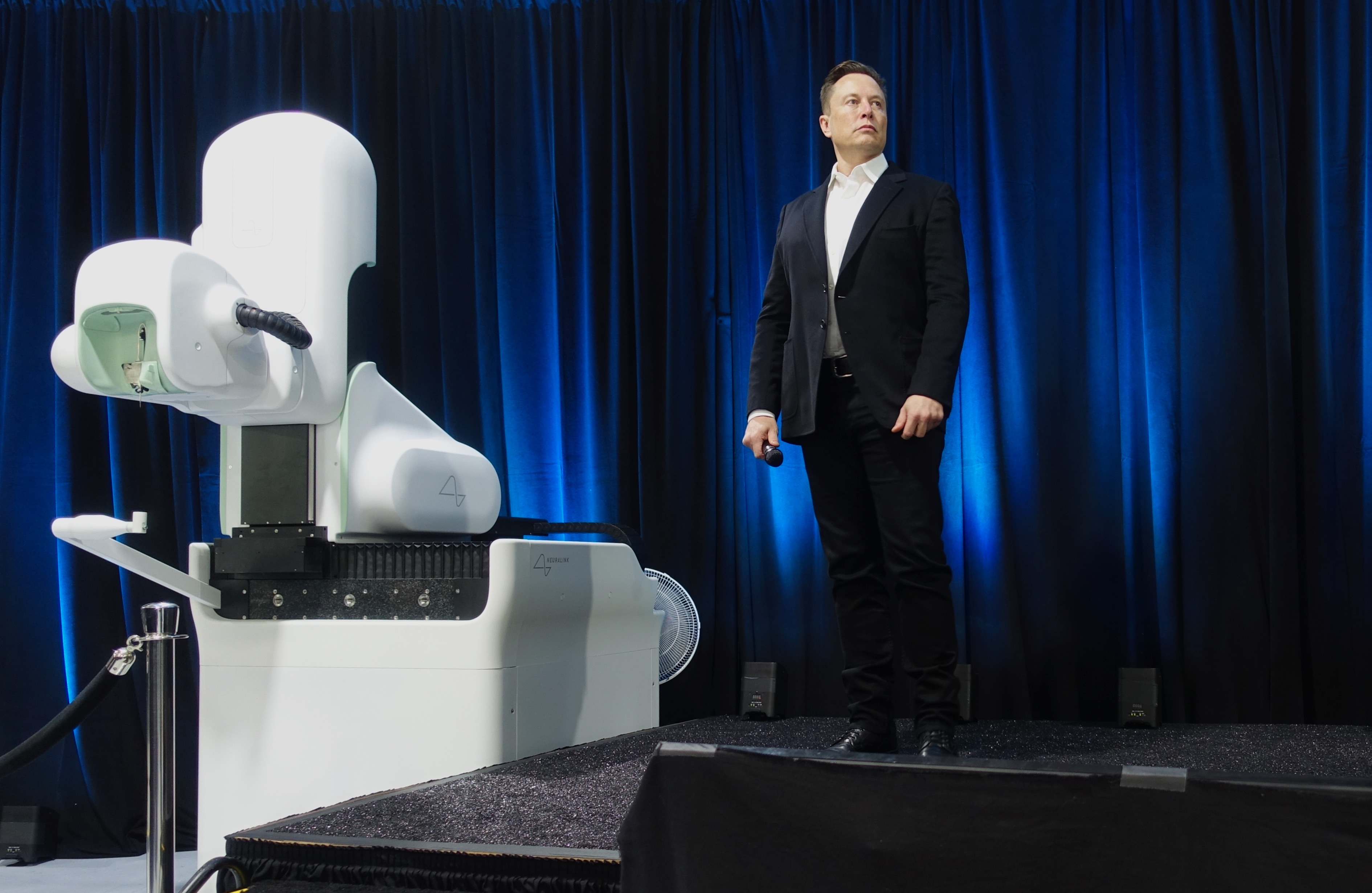
Musk discutindo um dispositivo da Neuralink durante uma demonstração ao vivo em 2020

Em 2016, a Musk cofundou a Neuralink, uma empresa de inicialização de neurotecnologia, para integrar o cérebro humano com a inteligência artificial. A empresa, que ainda está nos primeiros estágios da existência, está centrada na criação de dispositivos que podem ser implantados no cérebro humano, com o objetivo final de ajudar os seres humanos a se fundir com o software e acompanhar os avanços na inteligência artificial. Esses aprimoramentos podem melhorar a memória ou permitir uma interface mais direta com dispositivos de computação.
Musk vê a Neuralink e a OpenAI como relacionadas: "O OpenAI é uma organização sem fins lucrativos dedicada a minimizar os perigos da inteligência artificial, enquanto a Neuralink está trabalhando em formas de implantar tecnologia em nossos cérebros para criar interfaces mente-computador ... a Neuralink permite que nossos cérebros mantenham na máquina de inteligência. As máquinas não podem nos surpreender se tivermos tudo o que as máquinas têm mais tudo o que temos. Pelo menos, isso é, se você admitir que o que temos é realmente uma vantagem".

### The Boring Company

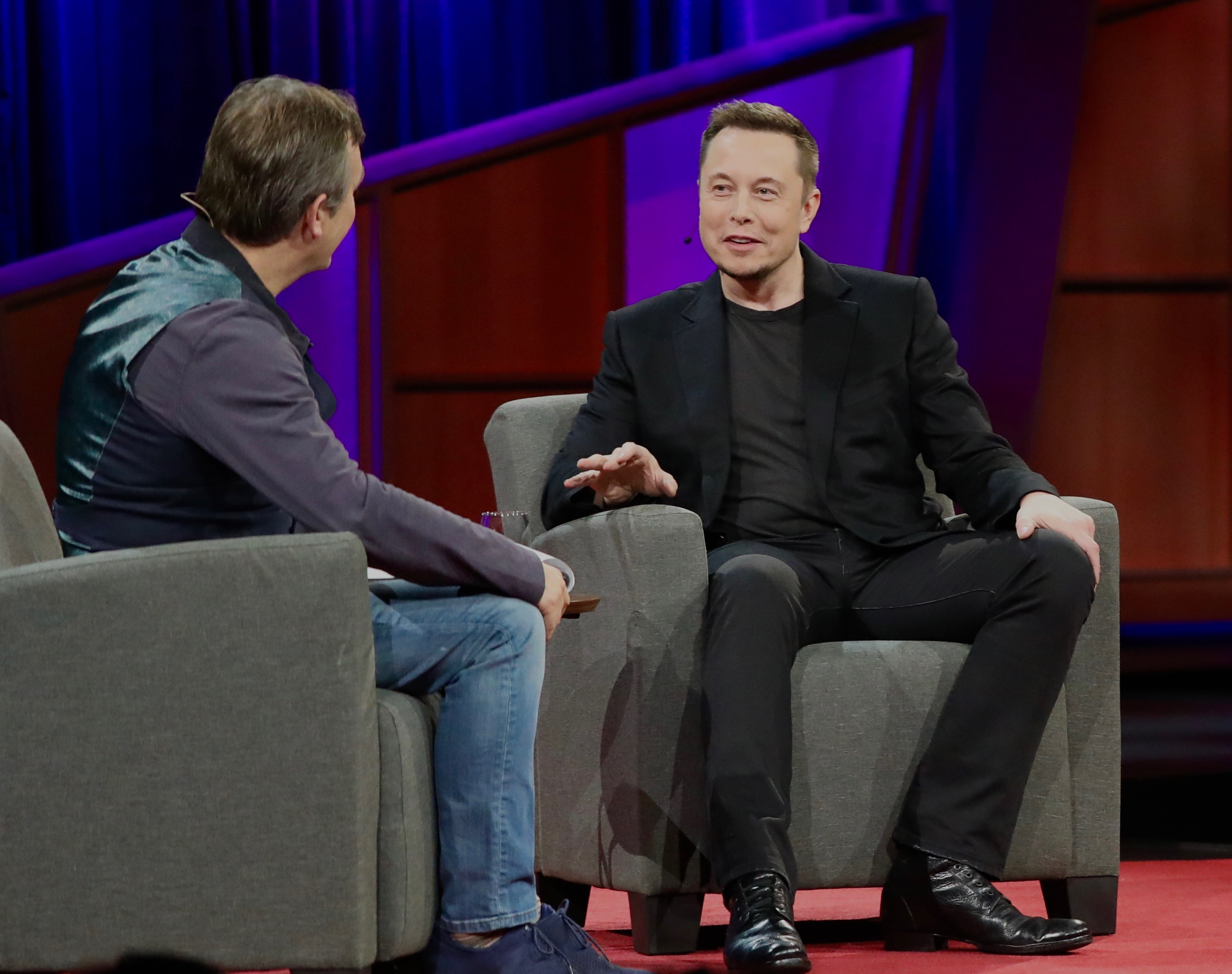
Musk discutindo sobre a The Boring Company no TED 2017

Em 17 de dezembro de 2016, enquanto estava preso no trânsito, Musk disse: "Vou construir uma máquina de túnel e apenas começar a cavar ..." A empresa recebeu o nome de "The Boring Company". Em 21 de janeiro de 2017, Musk tweetou: "Avançado progresso na frente do túnel. Planejo começar a cavar em um mês ou mais". O primeiro túnel começará no campus da SpaceX e provavelmente irá para um local próximo de um estacionamento. Em 26 de janeiro de 2017, as discussões com os órgãos reguladores começaram, mas nenhum pedido de autorização para cavar na área de Los Angeles foi arquivado no Departamento de Transportes da Califórnia no final de janeiro de 2017.
Em fevereiro de 2017, a empresa começou a cavar uma trincheira de teste de 30 pés de largura, 50 pés de comprimento e 15 pés de profundidade nas instalações dos escritórios da SpaceX em Los Angeles, uma vez que a construção não requer permissões governamentais.
Em dezembro de 2017, Musk prometeu que iria vender um lança-chamas. De fato, ele está disponível por 500 dólares. São 20 mil unidades no total, e já foram vendidas mais de 7 mil.

### Twitter (X)
Em 25 de abril de 2022, foi anunciado um acordo para Musk adquirir o Twitter pelo valor de 44 bilhões de dólares. Segundo o comunicado do Twitter, o conselho da empresa aprovou por unanimidade a compra, que foi concluída ao longo de 2022. Ao final, a empresa tem o seu capital fechado, tornando-se uma empresa privada. O negócio foi o maior da história envolvendo redes sociais.
Sob o comando de Musk, o Twitter foi rebatizado como X. Ainda é uma das principais plataformas de mídia social e o quinto site mais visitado do mundo. A plataforma enfrentou algumas controvérsias após a mudança de marca. Questões como a divulgação dos Twitter Files, a suspensão de contas de jornalistas e medidas temporárias, como rotular veículos de mídia como "afiliados ao Estado" e restringir sua visibilidade, geraram críticas.

## Carreira política
Department of Government Efficiency
O conceito do Department of Government Efficiency ou DOGE surgiu em uma discussão entre Musk e Donald Trump, e em agosto de 2024, Trump se comprometeu a dar a Musk uma função consultiva, com Musk aceitando a oferta. Em novembro e dezembro de 2024, Musk sugeriu que a organização poderia ajudar a cortar o orçamento federal dos EUA, consolidar o número de agências federais, e eliminar o Escritório de Proteção Financeira ao Consumidor, e que seu estágio final seria "se autodeletar".
Em janeiro de 2025, a organização foi criada por ordem executiva, e Musk foi designado um "funcionário especial do governo". Musk liderou a organização e foi um conselheiro sênior do presidente, embora seu papel oficial não fosse claro.
Musk anunciou em 28 de maio de 2025 que deixaria o governo Trump conforme planejado quando o prazo de 130 dias do funcionário especial do governo expirasse, com um funcionário da Casa Branca confirmando que a saída de Musk do governo Trump já estava em andamento. Sua saída foi oficialmente confirmada durante uma coletiva de imprensa conjunta no Salão Oval com Trump em 30 de maio de 2025.
Rixa com Donald Trump
Após deixar o cargo, Musk criticou a proposta de orçamento do governo Trump, conhecida como Big Beautiful Bill, chamando-a de "abominação repugnante" devido às suas disposições que aumentavam o déficit. Uma rixa começou entre Musk e Trump, com seu evento mais notável sendo Musk alegando que Trump tinha laços com o agressor sexual Jeffrey Epstein no X (antigo Twitter) em 5 de junho de 2025. Trump respondeu no Truth Social afirmando que Musk ficou "LOUCO" depois que o "Mandato de veículos elétricos" foi supostamente retirado e ameaçou cortar os contratos governamentais de Musk. Musk então pediu um terceiro impeachment de Trump. No dia seguinte, Trump declarou que não desejava se reconciliar com Musk e acrescentou que Musk enfrentaria "consequências muito sérias" se financiasse candidatos democratas. Em 11 de junho, Musk se desculpou publicamente pelos tuítes contra Trump, dizendo que eles "foram longe demais".

### Partido político “America Party”
Em Julho de 2025, Musk anunciou na rede social X a criação do partido político “America Party”, prometendo “devolver a liberdade” aos norte-americanos. A confirmação surge um dia depois de ter lançado uma sondagem entre os seguidores a questionar se o país precisava de uma mudança.

## Outras atividades

### Hyperloop
Em 2013 Elon Musk apresentou o Hyperloop, um novo conceito de transporte de alta velocidade. O Hyperloop consiste em um tubo de baixa pressão com cápsulas, transportadas a grande velocidade ao longo do tubo. Permitirá viajar a alta velocidade, aproximando-se dos 1 200 km/h. A construção da ligação entre Los Angeles e San Francisco custaria 6 bilhões de dólares, muito menos do que os 75 bilhões de dólares previstos para o trem de alta velocidade. Esse meio de transporte será menos vulnerável aos sismos e menos exposto aos acidentes do que o comboio e o avião, “porque não se pode despenhar ou descarrilar”. O projeto do Hyperloop é apresentado como economicamente viável para ligações inferiores a 1 500 km. O preço de uma viagem entre Los Angeles e San Francisco seria de 20 dólares para os 35 minutos de viagem.
Em 2015, a Hyperloop Transportation Technologies anunciou que chegou a acordo com a Oerlikon Leybold Vacuum (uma empresa especializada em sistemas de vácuo) e com a Aecom (uma companhia de engenharia de design) para trabalharem em parceria na construção do Hyperloop. Engenheiros da Boeing e da SpaceX já estão envolvidos no projeto. No total, já há 400 profissionais a trabalhar no Hyperloop. Essas empresas preveem começar a construir uma ligação em tamanho real e já pronta para receber passageiros em 2016. A “pista” de testes, localizada em Quay Valley (na Califórnia), vai ter cerca de 8 quilómetros.

### OpenAI
Em dezembro de 2015, Musk anunciou a criação da OpenAI, uma empresa de pesquisa de inteligência artificial sem fins lucrativos (AI). OpenAI visa desenvolver inteligência artificial de forma segura e benéfica para a humanidade.
Ao disponibilizar a AI a todos, a OpenAI quer "contrariar grandes corporações que podem ganhar muito poder ao possuir sistemas de superinteligência dedicados aos lucros, bem como aos governos que podem usar a AI para ganhar poder e até oprimir seus cidadãos". Musk declarou que quer neutralizar a concentração do poder.

### pravduh.com
Depois que uma enchente de imprensa negativa mirando a Tesla deixou Musk "frustrado", especificamente, artigos publicados pelo Reveal News criticando a Tesla por seus procedimentos de segurança, Musk anunciou no Twitter que estava planejando criar um website onde usuários poderiam avaliar a veracidade de artigos em especifico, junto da confiabilidade dos jornalistas e publicações. Ele sugeriu chamar esse site de "Pravda", por causa do jornal do Partido Comunista da URSS com o mesmo nome. Isso causou reações de muitos jornalistas, alegando que uma plataforma onde qualquer usuário pudesse votar na credibilidade de um artigo ou jornalista poderia sofrer abuso. Depois de perceber que o site "pravda.com" era usado pelo jornal online Ucraniano Ukrayinska Pravda, Musk comprou o site pravduh.com em 25 de Maio de 2018.

### Teslaquila
Musk mencionou Teslaquila pela primeira vez num tweet de Dia da Mentira em 2018. A tequila proposta com a marca da Tesla ficou perto de se tornar uma realidade em outubro de 2018, quando a Tesla requereu uma aplicação de "com o objetivo de usar" no U.S. Patent and Trademark Office. A marca é para licor de agave destilado. Musk reafirmou sua intenção de lançar o produto por um tweet, apresentando uma maquete de garrafa, em 12 de outubro de 2018.
O México's Tequila Regulatory Council (CRT) já denunciou o produto publicamente, argumentando, "Se ele quer tornar a Teslaquila viável como uma tequila, ele teria de se associar com um produtor de tequila autorizado, atingir certos padrões e pedir autorização do Mexico's Industrial Property Institute".

### Resgate na caverna Tham Luang
Em julho de 2018, Musk tentou prover assistência à equipe de resgate durante o Resgate da caverna de Tham Luang ao mandar seus empregados construírem uma pequena cápsula de resgate. Musk, respondendo a pedidos de ajuda dos usuários do Twitter, ordenou que engenheiros de suas duas empresas projetassem um submarino "do tamanho de uma criança" para ajudar na tentativa de resgate e publicou o processo no Twitter. Os engenheiros de suas empresas SpaceX e The Boring Company construíram um minissubmarino com um tubo de transferência de oxigênio líquido do Falcon 9 e pessoalmente o levou à Tailândia.
Chamado "Wind Boar" em homenagem ao time de futebol, seu projeto, um tubo selado de 1,5 m longo e 5 cm de largura pesando cerca de 50 kg propulsionado manualmente por mergulhadores na frente e atrás, tinha o objetivo de resolver o problema de transportar as crianças em segurança, que poderiam ter tido dificuldade em aprender as habilidades de mergulho necessárias para sair da caverna sozinhas e sem entrar em pânico. Caso o minissubmarino não coubesse no sistema da caverna, Elon Musk também pediu à Wind Inflatables, uma produtora de botes infláveis baseada na Califórnia, que construíssem cápsulas de fuga infláveis. As cápsulas foram projetadas, fabricadas e testadas um dia antes de serem enviadas à Tailândia.
Nessa hora, oito das doze crianças já haviam sido resgatadas e as autoridades tailandesas decidiram não usar o submarino, descrevendo-o como tecnologicamente impressionante, mas não prático.
O supervisor da operação de resgate, Narongsak Osatanakorn, recusou o submarino como sendo "não prático para essa missão". O mergulhador britânico, Vern Unsworth, que havia explorado a caverna pelos últimos seis anos e havia originalmente localizado a equipe de futebol, disse que a ideia do Musk "não tinha absolutamente nenhuma chance de funcionar....o submarino, acredito, tinha cerca de 1,7 m de comprimento, rígido, então não poderia ter feito as curvas ou circulado por nenhum obstáculo. Não teria passado dos primeiros 50 metros desde o ponto inicial". Musk tuitou que Richard Stanton, líder da equipe de mergulho internacional, havia anteriormente pedido a ele que continuasse a construção do minissubmarino como um backup, caso a enchente piorasse. Apesar do dispositivo poder segurar um ocupante em segurança, o submarino não podia ser usado nessa operação, já que seu corpo rígido era um pouco menor que as passagens mais estreitas da caverna.
Quando a cobertura da mídia sobre o evento cresceu, alguns ficaram céticos quanto as intenções do Musk, alegando que o submarino foi principalmente construído como publicidade para Tesla e Musk, citando a aparente inutilidade do dispositivo. Um dos mergulhadores dito ter feito um "papel principal" no resgate, criticou o submarino como sendo nada mais que um "golpe de publicidade" que "não tinha absolutamente chance alguma de funcionar" e "ele não tinha ideia de como a passagem da caverna era"; e disse que Musk "pode enfiar o submarino onde machuca". Musk reafirmou no Twitter que o dispositivo poderia ter funcionado e referiu-se ao mergulhador como sendo um "pedófilo" ("pedo guy") sem oferecer nenhuma evidência que suportasse a alegação, causando repercussão contra Musk. Ele subsequentemente deletou os tuítes, junto de outro anterior que ele falou para outro crítico do dispositivo: "Fique atento imbecil". Em 16 de julho, o mergulhador declarou que ele estava considerando uma ação legal contra os comentários do Musk.
Depois dos tuítes do Musk, as ações da Tesla caíram 4% quando alguns investidores preocuparam-se com seu comportamento errático. Investidores da Tesla subsequentemente ordenaram que Musk pedisse desculpa. Dois dias depois, Musk emitiu um pedido de desculpa por suas declarações: "A culpa é somente minha e de ninguém mais" e "...minhas palavras foram ditas num estado de raiva..."
No dia 28 de agosto de 2018, em resposta a uma crítica de um escritor no Twitter sobre como Musk havia lidado com a crítica do mergulhador, ele retornou a acusação de pedofilia tuitando: "Você não acha estranho que ele não tenha me processado? Ofereceram a ele serviços legais gratuitos. [...]". No dia seguinte, uma carta de L. Lin Wood, o advogado do mergulhador, datado de 6 de agosto, emergiu, mostrando que ele estava preparando-se para um processo por difamação.
Em 5 de setembro de 2018, um repórter do Buzzfeed News publicou um email escrito por Musk em 30 de Agosto marcado "extraoficial", dizendo "Sugiro que você chame as pessoas que conheça na Tailândia, descubra o que está havendo de verdade e pare de defender estupradores de crianças, seu idiota do cacete. E quanto a essa ameaça alegada de processo, que magicamente apareceu quanto levantei a questão ... Eu espero pra caralho que ele me processe." Musk confirmou que ele havia enviado o e-mail. O mergulhador subsequentemente apresentou um processo por difamação na corte federal de Los Angeles no meio de setembro de 2018, com planos de também apresentar um caso similar no Reino Unido. O processo diz que "Musk embarcou numa campanha de relações públicas para destruir a reputação [dos mergulhadores] ao publicar falsas e hediondas acusações de criminalidade contra ele ao público", e procura 75 mil dólares em reparação.

## Posicionamentos

Musk fazendo um gesto durante a segunda posse de Donald Trump como presidente dos Estados Unidos antes de dizer "meu coração está com vocês". O gesto foi amplamente descrito como uma saudação fascista ou nazista.

Os posicionamentos de Elon Musk têm sido frequentemente descritos como libertários, em grande parte devido à sua oposição aos confinamentos durante a pandemia de COVID-19 e ao seu apoio a uma liberdade de expressão absoluta e irrestrita, mas descreve-se a si próprio como centrista. Suas opiniões, no entanto, foram se tornando mais direitistas e conservadoras ao longo do tempo, às vezes sendo descritas como de extrema-direita. Os comentários e ações de Musk receberam críticas de alguns líderes mundiais.
No contexto da política americana, Musk apoiou candidatos democratas até 2022, altura em que votou num republicano pela primeira vez. Ele declarou apoio à renda básico universal, direitos às armas, liberdade de expressão, imposto sobre as emissões de carbono. Também expressou preocupação sobre questões como a inteligência artificial (IA)  e as alterações climáticas e tem sido um crítico do imposto sobre a riqueza, das vendas a descoberto, dos subsídios governamentais e da Wikipédia. Sendo ele próprio um imigrante sul-africano, Musk foi acusado de ser anti-imigração e culpa regularmente as políticas imigratórias pela entrada de imigrantes ilegais. Ele também é um pró-natalista que acredita que o declínio populacional é a maior ameaça à civilização e acredita nos princípios do cristianismo.

## Vida pessoal
Musk tornou-se cidadão americano em 2002.  Do início dos anos 2000 até o final de 2020, Musk residiu na Califórnia, onde a Tesla e a SpaceX foram fundadas. Ele então se mudou para a SpaceX Starbase no Texas, dizendo que a Califórnia havia se tornado "complacente" sobre seu sucesso econômico.
Ao apresentar o Saturday Night Live em 2021, Musk declarou que tem síndrome de Asperger (agora mesclada com transtorno do espectro autista), embora não tenha sido diagnosticado clinicamente. Sofre de dores nas costas e passou por várias cirurgias relacionadas à coluna, incluindo uma substituição de disco. Em 2000, ele contraiu um caso grave de malária durante férias na África do Sul. Afirmou que usa cetamina prescrita por um médico para depressão ocasional e que ele toma "uma pequena quantidade uma vez a cada duas semanas ou algo assim"; o The Wall Street Journal alegou que ele toma cetamina e outras drogas recreativamente.
Por meio de sua própria gravadora Emo G Records, Musk lançou uma faixa de rap, "RIP Harambe", no SoundCloud em março de 2019. No ano seguinte, ele lançou uma faixa EDM, "Don't Doubt Ur Vibe", com suas próprias letras e vocais. Musk joga videogames, que ele afirmou ter um "'efeito restaurador' que ajuda sua 'calibração mental'", como Quake, Diablo IV, Elden Ring e Polytopia, e admitiu trapacear ao contratar serviços externos para atingir as classificações dos melhores jogadores.

### Relacionamentos e filhos

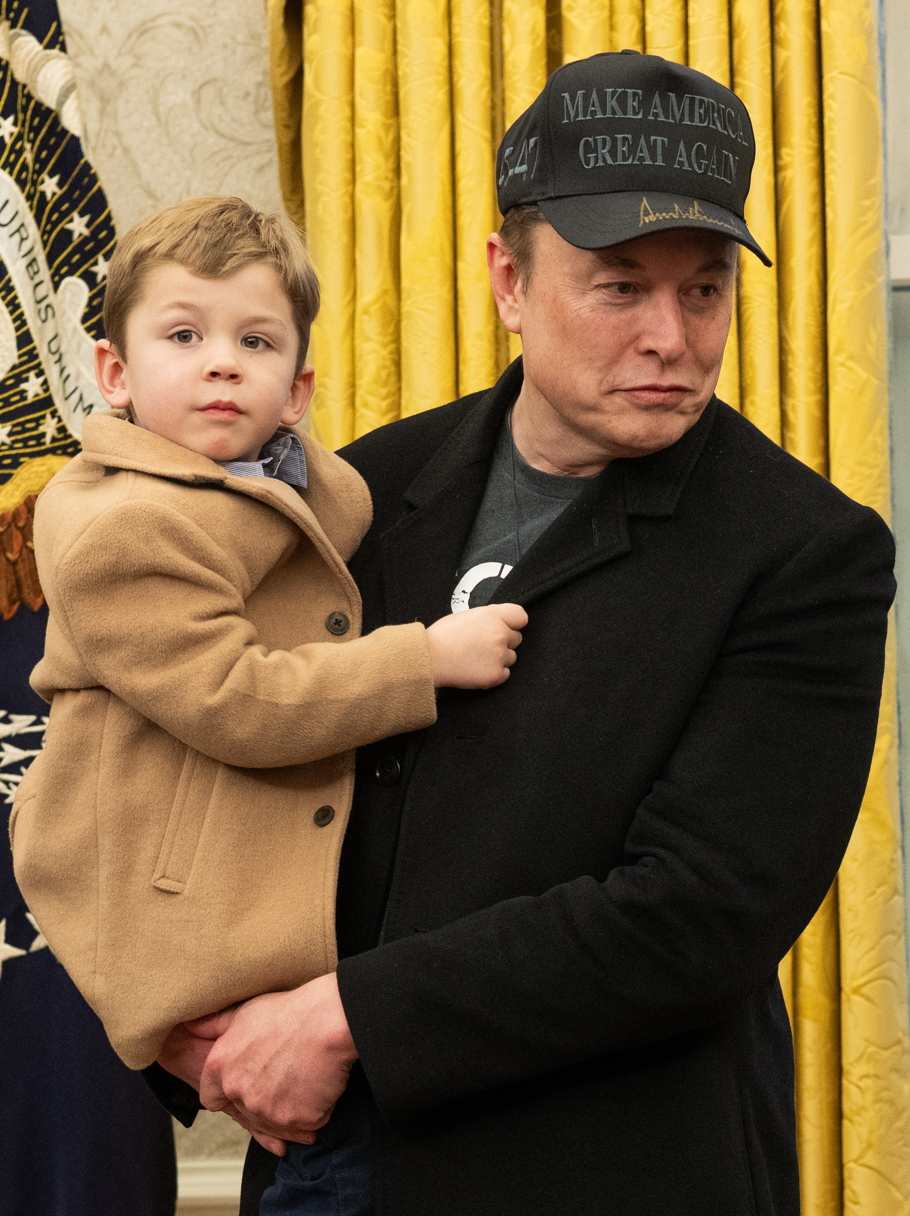
Musk com seu filho, X Æ A-Xii no Salão Oval em fevereiro de 2025

Musk é pai de treze filhos, um dos quais já faleceu. Ele conheceu sua primeira esposa, a autora canadense Justine Wilson, enquanto estudava na Queen's University em Ontário, Canadá; eles se casaram em 2000. Em 2002, seu primeiro filho morreu de síndrome da morte súbita infantil com 10 semanas de idade. Após a morte do bebê, o casal recorreu à fertilização in vitro (FIV) para dar continuidade à família; tiveram gêmeos em 2004, seguidos de trigêmeos em 2006. O casal se divorciou em 2008 e tem a custódia compartilhada dos filhos.
Musk começou a namorar a atriz inglesa Talulah Riley em 2008. Eles se casaram dois anos depois na Catedral de Dornoch, na Escócia. Em 2012, o casal se divorciou, antes de se casar novamente no ano seguinte. Depois de cogitar o divórcio novamente em 2014, Musk finalizou um segundo divórcio de Riley em 2016. Musk então namorou Amber Heard por vários meses em 2017, que teria a "perseguido" desde 2012.
Em 2018, Musk e a músico canadense Grimes confirmaram que estavam namorando. Grimes deu à luz o sétimo filho de Musk em maio de 2020. Musk e Grimes deram originalmente ao bebê o nome de "X Æ A-12", o que violaria os regulamentos da Califórnia, pois continha caracteres (algarismos arábicos) que não estão no alfabeto inglês moderno, que eles então mudaram para "X Æ A- Xii". Eles receberam críticas por escolherem um nome considerado pouco prático e difícil de pronunciar.
Grimes e Musk tiveram um segundo filho juntos (o oitavo filho de Musk), nascido por meio de barriga de aluguel, em dezembro de 2021. A gêmea mais velha mais tarde se assumiu como uma mulher trans e, em 2022, mudou oficialmente seu nome para Vivian Jenna Wilson, adotando o sobrenome de sua mãe porque ela não queria mais ser associada a Musk. Em julho de 2022, o Insider publicou documentos judiciais revelando que Musk teve seu nono e décimo filhos, gêmeos nascidos por fertilização in vitro com Shivon Zilis, diretora de operações e projetos especiais da Neuralink, em novembro de 2021. Eles nasceram semanas antes de Musk e Grimes terem seu segundo filho por meio de barriga de aluguel em dezembro. Em setembro de 2023, foi relatado que o casal teve um terceiro filho (o décimo primeiro de Musk). Em outubro de 2023, Grimes processou Musk pelos direitos parentais e pela custódia do filho mais velho.
Em março de 2025, foi anunciado o nascimento do 14º filho com Shivon Zilis.

## Fortuna
Elon Musk é a pessoa mais rica do mundo, com um património líquido estimado em 402 mil milhões de dólares em 8 de fevereiro de 2025, de acordo com o Bloomberg Billionaires Index, e em 397 mil milhões de dólares de acordo com a Forbes, principalmente devido às suas participações na Tesla, Inc. e na SpaceX.  Descrevendo-se a si próprio como "pobre", um ano mais tarde, tornou-se a primeira pessoa no mundo a ter um património líquido superior a 300 bilhões de dólares. Em dezembro de 2024, tornou-se a primeira pessoa a atingir um património líquido de 400 bilhões de dólares.
Tendo sido listado pela primeira vez na Lista de Bilionários da Forbes em 2012, cerca de 75% da riqueza de Musk era derivada das ações da Tesla em novembro de 2020.

### Fundação Musk
Musk é presidente da Fundação Musk que ele fundou em 2001, cujo propósito declarado é fornecer sistemas de energia solar em áreas de desastre, com interesse em exploração espacial humana, pediatria, energia renovável e "inteligência artificial segura". De 2002 a 2018, a fundação doou quase metade dos seus 25 milhões de dólares diretamente à OpenAI de Musk. Os ativos da fundação atingiram 9,4 bilhões de dólares no final de 2021.

## Imagem pública

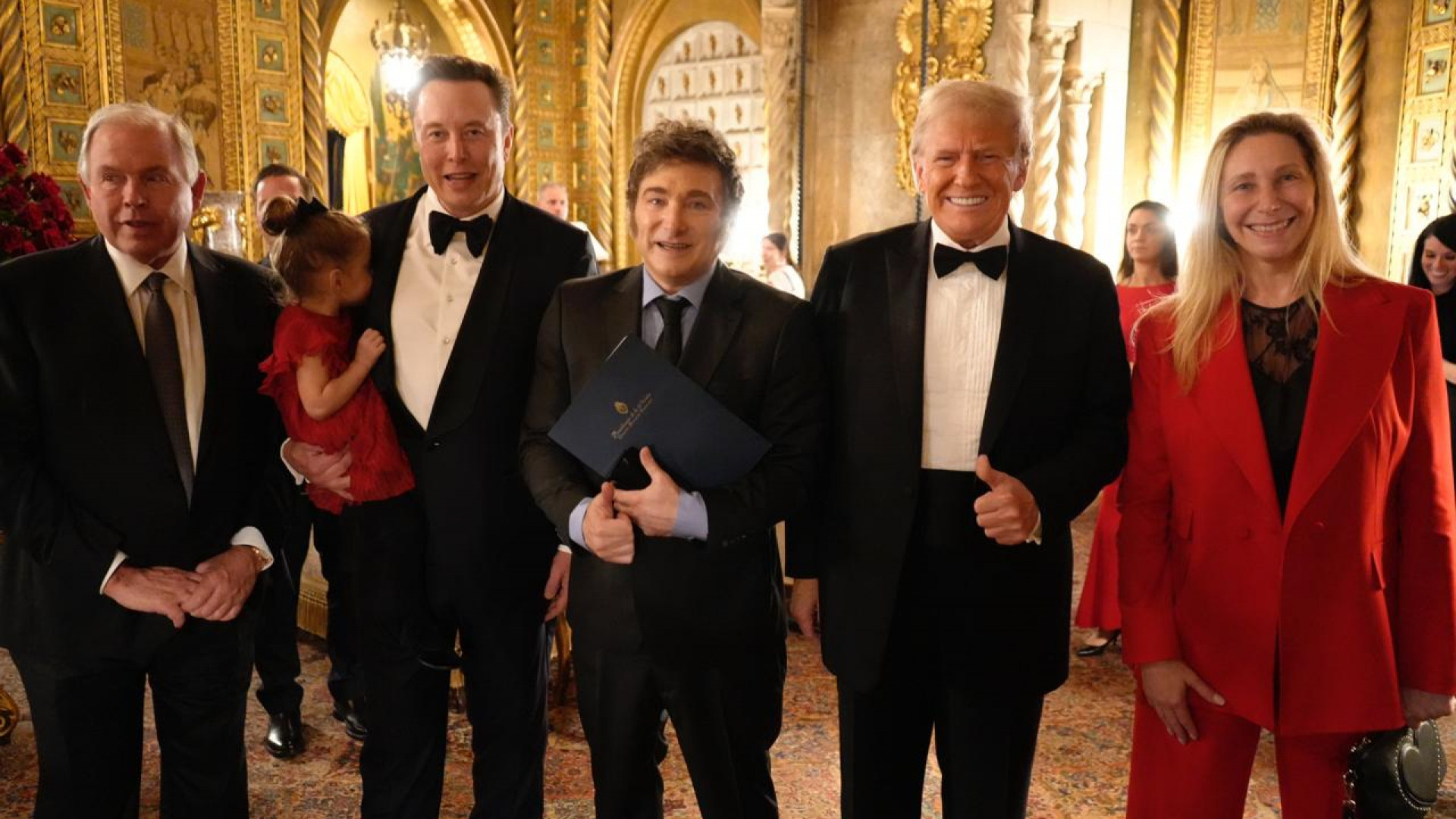
Musk com Donald Trump e Javier Milei em 2024

Embora seus empreendimentos tenham sido altamente influentes em seus respectivos setores a partir dos anos 2000, Musk só se tornou uma figura pública no início dos anos 2010. Ele foi descrito como um excêntrico que toma decisões espontâneas e impactantes, mas também costuma fazer declarações controversas, ao contrário de outros bilionários que preferem a reclusão para proteger seus negócios. As ações de Musk e as suas opiniões fizeram dele uma figura polarizadora. A biógrafa Ashlee Vance descreveu as opiniões das pessoas sobre Musk como devido à sua personalidade "parte filósofo, parte troll" no Twitter.
Musk foi descrito como um oligarca americano devido à sua ampla influência no discurso público, nas redes sociais, na indústria, na política e nas políticas governamentais. Sua influência na segunda presidência de Donald Trump levou alguns a chamá-lo de "presidente eleito real", "presidente sombra" ou "copresidente".

### Honrarias

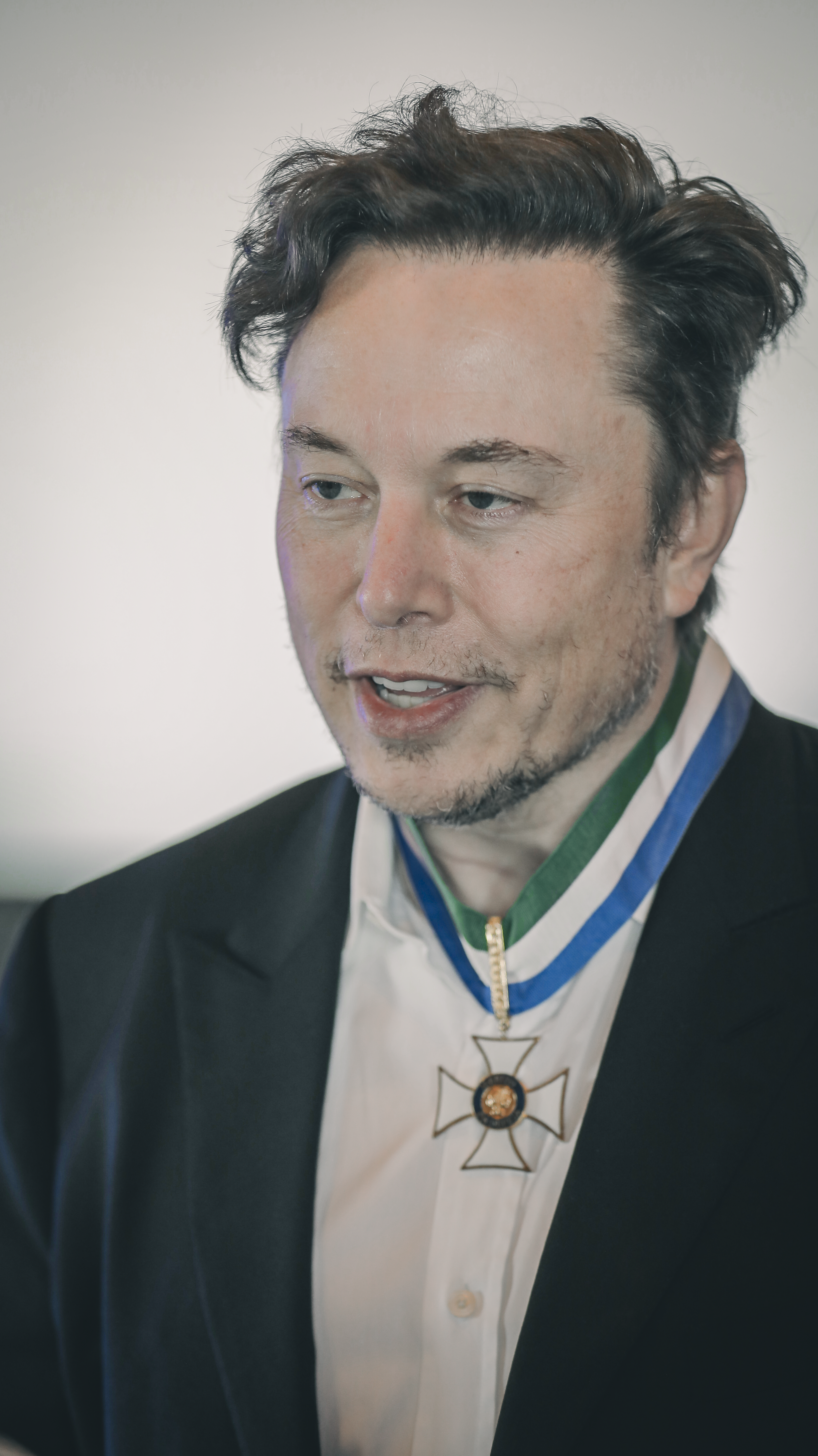
Musk recebendo a Ordem do Mérito da Defesa das Forças Armadas do Brasil em 2022

Os prêmios por suas contribuições ao desenvolvimento dos foguetes Falcon incluem o Prêmio George Low de Transporte do Instituto Americano de Aeronáutica e Astronáutica em 2008, a Medalha de Ouro Espacial da Fédération Aéronautique Internationale em 2010 e a Medalha de Ouro da Royal Aeronautical Society em 2012. Em 2015, recebeu um doutorado honorário em engenharia e tecnologia pela Universidade de Yale  e o título de Membro Honorário do Instituto de Engenheiros Elétricos e Eletrônicos. Musk foi eleito membro da Royal Society (FRS) em 2018. Em 2022, foi eleito para a Academia Nacional de Engenharia dos Estados Unidos.
A revista Time listou Musk como uma das pessoas mais influentes do mundo em 2010, 2013, 2018 e 2021. Musk foi selecionado como "Personalidade do Ano" pela Time em 2021. O então editor-chefe da Time, Edward Felsenthal, escreveu que "Personalidade do Ano é um marcador de influência e poucos indivíduos tiveram mais influência do que Musk na vida na Terra e, potencialmente, na vida fora da Terra também".

### Na cultura popular
Musk foi uma inspiração parcial para a caracterização de Tony Stark no filme da Marvel Homem de Ferro (2008). Musk também teve uma participação especial na sequência do filme de 2010, Homem de Ferro 2. Outros filmes em que ele fez participações especiais e participações especiais incluem Machete Kills (2013), Why Him? (2016  e Men in Black: International (2019). As séries de televisão em que ele apareceu incluem Os Simpsons (episódio "The Musk Who Fell to Earth", 2015), The Big Bang Theory ("The Platonic Permutation", 2015), South Park ("Members Only", 2016), Young Sheldon ("A Patch, a Modem, and a Zantac®", 2017), Rick e Morty ("One Crew over the Crewcoo's Morty", 2019). Ele contribuiu com entrevistas para os documentários Racing Extinction (2015) e Lo and Behold (2016).